# Protaphis middletonii
Protaphis middletonii är en insektsart. Protaphis middletonii ingår i släktet Protaphis och familjen långrörsbladlöss. Inga underarter finns listade i Catalogue of Life.